# Crepidula incurva
Crepidula incurva är en snäckart som först beskrevs av William John Broderip 1834.  Crepidula incurva ingår i släktet Crepidula och familjen toffelsnäckor. Inga underarter finns listade i Catalogue of Life.